# Altunastenen
Altunastenen er en helleristning, der viser Thors kamp med Midgårdsormen. Stenen er hugget i granit omkring 1100-tallet. Ifølge inskriptionen er runerne ristet af runeristeren Balle.